# Cymbopogon winterianus
Citronnelle de Java
Espèce
La Citronnelle de Java (Cymbopogon winterianus) est une plante aromatique vivace de la famille des Poacées, originaire de l'ouest de la Malésie. Cette plante est utilisée dans les produits de parfumerie et les cosmétiques, source d'huile de citronnelle,.